# Carrozzeria Emilio Castagna
Die Carrozzeria Emilio Castagna war ein italienischer Hersteller von Automobilkarosserien mit Sitz in Mailand. Zu der traditionsreichen Carrozzeria Castagna, die in der Zeit vor dem Zweiten Weltkrieg der größte italienische Karosseriehersteller gewesen war, bestanden seitens der jeweiligen Inhaber familiäre Beziehungen, rechtlich und organisatorisch waren beide Unternehmen aber unabhängig.

## Unternehmensgeschichte
Gründer des Unternehmens war Emilio Castagna. Zusammen mit seinem älteren Bruder Ettore hatte Emilio seit 1919 den Mailänder Karosseriehersteller Carrozzeria Carlo Castagna geleitet, den ihr Vater 1901 aus einer Fusion mehrerer zuvor selbständiger Betriebe geformt hatte. Carlo Castagna stellte exklusive Automobilkarosserien für Oberklassefahrzeuge her, die in erster Linie an die italienische Aristokratie und an wohlhabende Kunden verkauft wurden; außerdem lieferte das Unternehmen Fahrzeuge an den Vatikan. Während Ettore Castagna für die geschäftliche Seite zuständig war, verantwortete Emilio seit den 1920er-Jahren die Gestaltung der Fahrzeuge. 
1940 verließ Emilio Castagna den Familienbetrieb und machte sich mit seinem eigenen Unternehmen in Mailand selbständig. Die Carrozzeria Emilio Castagna bezog eine Werkshalle, die bis 1930 von der Carrozzeria Torinese genutzt worden war. Während des Zweiten Weltkriegs führte das Unternehmen in erster Linie Reparaturarbeiten durch. Zudem war es an der Entwicklung des dreirädrigen Kleinstwagens Trottolina beteiligt, für den Castagna die Karosserien pressen sollte. Eine Serienfertigung des Trottolina kam allerdings nicht zustande. Nach dem Ende des Krieges gestaltete und baute Emilio Castagna einige Jahre lang Sonderkarosserien, die überwiegend auf dem Fiat 1100 basierten. Vielfach waren es Coupé- und Cabrioletversionen, die Fiat werksseitig nicht anbot. 1960 endete die Karosserieproduktion; das Unternehmen wurde aufgelöst.
Seit 1994 nutzt das Unternehmen Castagna Milano den traditionsreichen Namen erneut. Eine rechtliche Beziehung zur Carrozzeria Carlo Castagna oder zu Emilio Castagna besteht nicht.